# Pseudoneureclipsis mlangensis
Pseudoneureclipsis mlangensis är en nattsländeart som beskrevs av Martin E. Mosely 1939. Pseudoneureclipsis mlangensis ingår i släktet Pseudoneureclipsis och familjen fångstnätnattsländor. Inga underarter finns listade i Catalogue of Life.